# Sielsowiet Gudogaje
Sielsowiet Gudogaje (biał. Гудагайскі сельсавет, Hudahajski sielsawiet; ros. Гудогайский сельсовет) – sielsowiet na Białorusi, w obwodzie grodzieńskim, w rejonie ostrowieckim, z siedzibą w Pałuszach.

## Demografia
Według spisu z 2009 sielsowiet Gudogaje (mający wówczas mniejszą powierzchnię niż obecnie) zamieszkiwało 2965 osób, w tym 2621 Białorusinów (88,40%), 227 Polaków (7,66%), 82 Rosjan (2,77%), 15 Ukraińców (0,51%), 10 Litwinów (0,34%), 9 osób innych narodowości i 1 osoba, która nie podała żadnej narodowości.
Do 2019 liczba ludności wzrosła do 4231 osób. Największymi miejscowościami były wówczas osiedle Gudogaje (1231 mieszkańców), Male (751 mieszkańców), Pałusze (424 mieszkańców), Izabelino (196 mieszkańców), Łosza (153 mieszkańców), Lipki (134 mieszkańców) i Łozówka (124 mieszkańców). Liczba ludności żadnej z pozostałych miejscowości nie przekraczała 100 osób.
Do 2023 liczba mieszkańców spadła do 3688 osób.

## Geografia
Sielsowiet geograficznie położony jest na Nizinie Naroczańsko-Wileńskiej, a historycznie na Wileńszczyznie, w południowej części rejonu ostrowieckiego. Enklawą sielsowietu jest stolica rejonu Ostrowiec. Największą rzeką jest Łosza.
Zachodnią granicą sielsowietu jest granica państwowa z Litwą.

## Transport
Przez sielsowiet przebiegają drogi republikańskie R48 i R52. Zlokalizowane jest tu białorusko-litewskie drogowe przejście graniczne Łosza-Szumsk.
Przez sielsowiet biegnie linia kolejowa Mołodeczno – Gudogaje (fragment linii Mińsk - Wilno). Stacja Gudogaje jest białoruską stacją graniczną na granicy z Litwą. Przez terytorium sielsowietu przebiega także linia kolejowa do Białoruskiej Elektrowni Jądrowej.

## Historia
26 lutego 2013 do sielsowietu Gudogaje włączono część (12 miejscowości) likwidowanego sielsowietu Ostrowiec.

## Miejscowości
- agromiasteczka:
  - Male
  - Pałusze
- wsie:

| - - Babicze - Bajkany - Dajnówka - Drewieniki - Dziegieniewo - Dzirmuny - Filipany - Góry - Gradowszczyzna | - - Gruzdowszczyzna - Gudogaje - Hermaniszki - Indrupka - Izabelino - Jadokłanie - Jarosiszki - Kielojce - Kieżduny | - - Kondraty - Kumpiany - Lipki - Lipniszki - Łosza - Łozówka - Mackany - Mieszkucie - Mikszany | - - Mindziany - Nowiki - Olginiany - Porokicie - Puszczowe Duże - Puszczowe Małe - Radziule - Rosoły - Rukszany | - - Rymuny - Sieliszcze - Słobódka - Szuneliszki - Śmiłgi - Trejgi - Wowierany - Zacharyszki - Zadworniki |

- chutory:

| - - Blikany - Galicja - Kamionka - Kiermielany - Kozaki - Olesino | - - Rabinówka - Sierżanty - Sosnówka - Sybirek - Wiktoryszki |

- osiedle:
  - Gudogaje